# 雅里耶
雅里耶（法語：Jarrier，法語發音：[ʒaʁje]）是法国萨瓦省的一个市镇，属于圣让德莫里耶讷区。

## 地理
雅里耶（45°16'49"N, 6°19'0"E）面积17.79 平方千米，位于法国奥弗涅-罗讷-阿尔卑斯大区萨瓦省，该省份为法国东部省份，历史上为薩伏依的一部分，北起上萨瓦省，西接伊泽尔省和安省，南部和东部与上阿尔卑斯省和意大利接壤。
与雅里耶接壤的市镇（或旧市镇、城区）包括：圣阿尔邦德维拉尔、圣让德莫里耶讷、圣玛丽德屈讷、圣庞克拉斯。

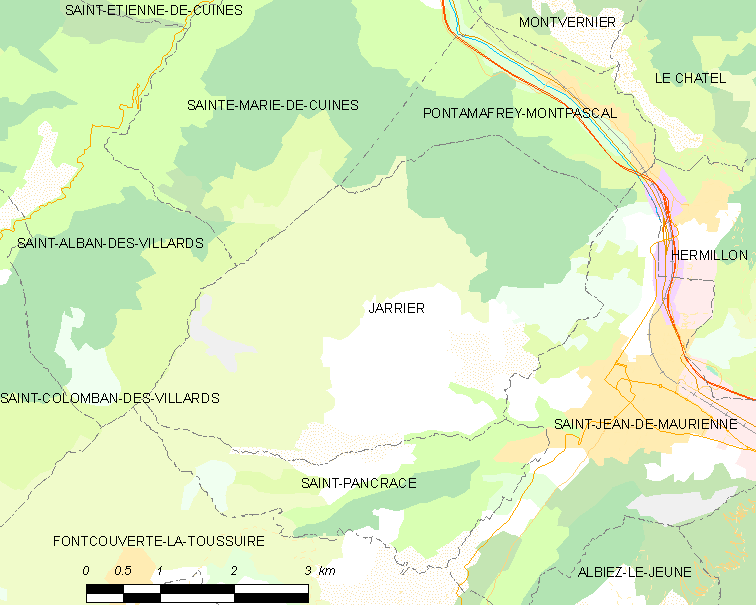
雅里耶的OSM定位图

雅里耶的时区为UTC+01:00、UTC+02:00（夏令时）。

## 行政
雅里耶的邮政编码为73300，INSEE市镇编码为73138。

## 政治
雅里耶所属的省级选区为圣让德莫里耶讷县。

## 人口

1962-2008年间雅里耶人口变化图示

雅里耶于2022年1月1日时的人口数量为502人。